# Gran Viaje
El Gran Viaje es un universo de ficción de la serie de videojuegos, historietas, película, etc. de Halo que representa un concepto de viaje a través del tiempo o más bien en el espacio-tiempo. Se basa en la creencia de que un Gran Viaje aguarda a aquellos con la suficiente fe, y que este Viaje puede dar inicio al activar una cierta cantidad de artefactos con forma de anillo, desperdigados por toda la galaxia.

## Gran Viaje
Los profetas creen que cuando los "Halos" sean activados, el Covenant se embarcará en un "Gran Viaje" similar a aquel que supuestamente tomaron los Forerunners.
El objetivo primario del Covenant es encontrar y activar los "Halos". Sin embargo, unos pocos miembros del Covenant saben que los "Halos" al ser activados, destruyen toda la vida consciente en la galaxia. Si los profetas también lo saben es incierto, pero todo el sistema Covenant está construido para alcanzar esa meta.
Uno de los pocos miembros del Covenant que se enteraron del Gran Viaje se rebeló contra los profetas y se dirigió a una instalación de los Forerunner en el planeta, su nombre es Sesa 'Refumee pero el Inquisidor lo mata.
El Jefe Maestro y los humanos en general descubren que los "Halos" no fueron construidos como íconos religiosos; sino que son armas que operan a escala galáctica para eliminar la vida de la galaxia y así contener al Flood.
El Inquisidor actual, quien también lideró una gran flota de asalto y estaba en un puesto de capitán de alto rango (maestro de campo) hasta el fracaso en la Instalación 04, se entera de la verdad acerca de la función de los "Halos" después de hablar con 343 Guilty Spark. Después de esto, ayudó a los humanos para evitar que Tartarus activara la Instalación 05 y en consecuencia, todos los "Halos" restantes.
Los Elites leales fueron asesinados por los Brutes.